# Elias Lönnrot
Elias Lönnrot (pronunciació: ˈɛlias ˈlœnruːt) (Sammatti, Finlàndia, 9 d'abril de 1802 - 19 de març de 1884), fou un cèlebre filòleg conegut per la seva important tasca recopilant i posant per escrit mostres de poesia oral tradicional de tota Finlàndia, i per ser l'autor del Kalevala, l'èpica nacional finesa escrita a partir de rondalles tradicionals.
Lönnrot va estudiar medicina a l'Acadèmia de Turku, amb la mala sort de començar els seus estudis l'any del Gran Incendi de Turku, que va destruir la meitat de la ciutat, incloent-hi la universitat. Lönnrot, juntament amb bona part dels estudiants, es va instal·lar a Hèlsinki, on es va graduar el 1832. Més tard va treballar com a metge a Kajaani (a l'interior del país, més o menys al centre) durant una època de forta fam a la zona, i que havia estat la causa que l'anterior metge se n'hagués anat. Veient les grans pèrdues de població i de bestiar que provocaven les males collites i la fam, Lönnrot va escriure cartes als organismes de l'estat demanant menjar, i no medicines. Atengué 4.000 persones en una època en la qual hi havia molt pocs metges, i de serveis molt cars. i en la qual els pacients no adquirien els medicaments de farmàcies (també rares i molt cares), sinó que confiaven en les habilitats dels curanderos, que tenien a la seva disposició certs remeis locals, és a dir, una situació força adversa.
La seva veritable passió, però, era la llengua finesa. Va començar a escriure en finès el 1827, data a partir de la qual va començar a cercar rondalles populars de boca dels camperols. Aquest mateix any enllestia la tesi de màster en llatí sobre Väinämöinen, personatge clau en el Kalevala a partir de poemes folklòrics. El 1931 va esdevenir primer secretari de la Societat de Literatura Finesa, fundada aquell mateix any.
Lönnrot, doncs, es va concentrar principalment en aquesta tasca i va perseguir la seva recerca pel camp de Finlàndia, de Lapònia, i de la Carèlia russa, amb un total d'onze viatges fins al 1845. Els fruits van arribar en forma d'una sèrie de llibres: Kantele (escrit durant els anys 1829-1831, i que porta el nom d'un instrument popular del país), Kalevala (1835-1836, possiblement "Terra d'herois" també conegut com el "Vell Kalevala"), Kanteletar (1840, "La donzella del Kantele"), Sananlaskuja (1842, "Proverbis"), una segona edició del Kalevala (1849, el "Nou Kalevala") i el primer diccionari finès-suec (1866-1880).
Va aconseguir, gràcies a aquests esforços de preservar la tradició oral, la càtedra de Literatura finesa a la Universitat de Hèlsinki. Va morir el 19 de març de 1884 a Sammatti, a la província de Nylandia.
Com a commemoració, l'artista gràfic Erik Bruun va fer servir la imatge de Lönnrot en els bitllets de 500 marcs finlandesos que va dissenyar.